# Суніта Нараін
Суніта Нараін — індійська політична активістка, еколог, прихильниця зеленої концепції сталого розвитку. Нараін є генеральним директором дослідницького інституту Центру науки та навколишнього середовища в Індії, директором Товариства екологічних комунікацій та редакторкою двотижневого журналу Down To Earth.
У 2016 році Нараін увійшов до списку 100 найвпливовіших людей за версією журналу Time.

## Освіта
Нараін заочно закінчила університет Делі (1980—1983). Вона також має низку ступенів почесного доктора наук з університетів по всьому світу.

## Кар'єра
Під час закінчення навчання в Університеті Делі, Нараін почала працювати з Центром науки та навколишнього середовища в 1982 році, працюючи із засновником Анілом Агарвалом. У 1985 році вона була співредакторкою звіту про стан навколишнього середовища Індії, а потім продовжила вивчення питань, пов'язаних з управлінням лісами. Щоб зрозуміти, як люди користуються природними ресурсами, для цього проекту вона подорожувала країною. У 1989 році Нараін і Аніл Агарвал написали публікацію «До зелених сіл» на тему місцевої демократії та сталого розвитку. За роки роботи в центрі вона вивчала взаємозв'язок між навколишнім середовищем і розвитком і працювала над формуванням свідомості суспільства про необхідність сталого розвитку. У 2012 році вона написала 7-й звіт про довкілля штату Індії, Excreta Matters, аналіз водопостачання та забруднення міської Індії.
Протягом багатьох років Нараін також розробила системи управління та фінансової підтримки, необхідні для центру, який налічує понад 100 співробітників і динамічний профіль програми. На початку 1990-х років вона зайнялася глобальними екологічними проблемами, і вона продовжує працювати над ними як дослідниця і адвокатесса. Її наукові інтереси є широкими — від глобальної демократії, з особливим акцентом на зміну клімату, до потреби в місцевій демократії, в рамках якої вона працювала як над управлінням лісовими ресурсами, так і з проблемами, пов'язаними з водою. Нараін залишається активною учасницею громадянського суспільства як на національному, так і на міжнародному рівні. Зараз вона очолює менеджмент центру та бере активну роль у низці дослідницьких проектів та громадських кампаній.
Під її керівництвом Центр науки та навколишнього середовища виявив високий рівень пестицидів, присутніх в американських брендах безалкогольних напоїв, таких як кола та пепсі.
Нараін є членом правління різних організацій та урядових комітетів, а також виступала на багатьох форумах по всьому світу з питань, які її хвилюють та цікавлять. У 2008 році Нараін виступив з промовою Нараяна К. Р. на тему «Чому екологічна політика потребує справедливості: навчання на екологічності бідних, щоб побудувати наше спільне майбутнє». У 2020 році вона працювала в комісії ВООЗ — ЮНІСЕФ — Ланцет «Майбутнє для дітей світу?», співголовами якої були Хелен Кларк і Ава Колл-Сек.

## Особисте життя
20 жовтня 2013 року вранці в неділю вона постраждала в дорожньо-транспортній пригоді під час їзди на велосипеді біля Всеіндійського інституту медичних наук. Її велосипед збив автомобіль, який рухався на швидкості, коли вона їхала до садів Лодхі зі свого будинку в Грін-парку. Водій автомобіля не зупинився і перехожий доставив її до АІІМС. Вона отримала поранення обличчя та ортопедичні травми.

## У масовій культурі
Нараін з'явився разом з Леонардо Ді Капріо в документальному фільмі «Перед потопою» і розповіла про вплив зміни клімату на мусони в Індії та про те, як це впливає на фермерів.

## Публікації
- У 1989 році Суніта стала співавторкою публікації «До зелених сіл», яка виступає за місцеву демократію участі як ключ до сталого розвитку.
- У 1991 році вона була співавторкою публікації «Глобальне потепління в нерівному світі: випадок екологічного колоніалізму»[14]
- У 1992 році вона стала співавторкою «Назустріч зеленому світу: чи слід будувати екологічний менеджмент на основі юридичних конвенцій чи прав людини?»
- Після Кіотського протоколу в 1997 році вона працювала над низкою статей і документів з питань, пов'язаних з механізмами гнучкості та потребою справедливості та прав у переговорах щодо клімату.
- У 2000 році вона була співредакторкою публікації «Зелена політика: глобальні екологічні переговори»,[15] в якій розглядаються нові рамки екологічної глобалізації та висувається порядок денний для Півдня щодо глобальних переговорів.
- У 1997 році, підтримуючи турботу про заготівлю води, вона спільно редагувала книгу «Вмираюча мудрість: підйом, падіння та потенціал систем водозабору Індії».[16]
- Відтоді вона працювала над низкою статей про політичні втручання, необхідні для екогенерації сільського середовища Індії та зменшення бідності.
- У 1999 році вона була співредакторкою п'ятої доповіді «Статус довкілля Індії».
- і в 2001 році, «Зробити воду бізнесом для всіх: практика та політика збирання води».[17]

## Нагороди
- У 2004 році вона отримала премію Chameli Devi Jain Award як видатна медіаперсона
- У 2005 році вона була нагороджена Урядом Індії Падма Шрі.
- У 2005 році Центр науки та навколишнього середовища під її керівництвом був нагороджений Стокгольмською водною премією.
- У 2009 році Калькуттським університетом їй було присвоєно звання почесної доктора наук.
- Була нагороджена премією Раджа-Лакшмі за 2009 рік від Фонду Шрі Раджа-Лакшмі, Ченнаї.
- У 2016 році Нараін увійшов до списку 100 найвпливовіших людей за версією журналу Time.[5]
- У 2016 році Нараін отримала нагороду IAMCR за комунікаційні дослідження в дії щодо зміни клімату
- Единбурзька медаль (2020)